# سیسیرو آندره سوزا
سیسیلو آندره سوزا (به پرتغالی: Cicero Ricardo De Souza) مهاجم اهل برزیل است که در شهر Serra Talhada و در تاریخ ۳ اکتبر ۱۹۷۸ به دنیا آمده است.
سیسیلو آندره سوزا در تیم‌های فوتبال باشگاه ورزشی اسپورت رسیفی سابقهٔ حضور دارد.